# Cascade de l'Andlau
La cascade de l'Andlau, aussi appelée cascade du Hohwald ou cascade du Kreuzweg, est une chute d'eau du massif des Vosges située sur la commune du Hohwald dans le Bas-Rhin.